# Sakarin Krue-On
Sakarin Krue-On (Thai: สาครินทร์ เครืออ่อน; * 7. Januar 1965 in Mae Hong Son, Thailand) ist ein thailändischer Künstler. Er ist Professor und Direktor des Thai Art Department an der Silpakorn-Universität Bangkok. International bekannt wurde er als Teilnehmer an der 50. Biennale di Venezia 2003 mit einem Kunstprogramm unter dem Titel Träume und Konflikte. Bei der documenta 12 in Kassel 2007 nimmt er mit der Kreidezeichnung Nang Fa und dem Terraced Rice Fields Art Project teil, das bereits im Vorfeld der Ausstellung für eine starke Medienpräsenz sorgte.

## Werk
Sakarins Kunst besteht vor allem aus Installationen, Wandgemälden, Videos und Objekten, die er im Team mit mehreren Künstlern und Technikern entwickelt. Er greift traditionelle Elemente auf und platziert diese in moderne Medien und Darstellungen. 1999 platzierte er in der Kunstaktion Lotus Pod drei rollbare Skulpturen in der Prachtstraße Thanon Ratchadamnoen in Bangkok im Rahmen des Bangkok Art Project, um den Menschen die Möglichkeit zu geben, „ihre Geschichte selbst zu bewegen.“
Im Jahr 2000 hatte Sakarin Krue-On seine erste Einzelausstellung in Bangkok im populären About Café & Studio, die im Wesentlichen aus dem in thailändischer Kreidetechnik gemalten The Temple an der Wand des Cafés bestand. Angelehnt an diese Zeichnung ist auch Nang Fa („Engel“) auf der documenta 12 im Treppenhaus der Neuen Galerie in Kassel.
Auf der Biennale di Venezia 2003 stellte er erstmals seine Arbeiten auch dem europäischen Publikum vor. Unter dem Titel Träume und Konflikte entstand vor allem seine Wall of Dreams sowie Mekala and Ramsura. Sakarin Krue-On war einer von sieben Künstlern aus Thailand, die in diesem Jahr erstmals auf der Biennale präsentiert wurden.
Das Terraced Rice Fields Art Project auf der documenta 12 ist eine Außenarbeit von Sakarin Krue-On im Bergpark Wilhelmshöhe, wo er vor dem Schloss Wilhelmshöhe Terrassen für den Nassreisanbau anlegen und nach traditionellem Vorbild bewirtschaften lässt.

## Weitere Ausstellungen
- Yellow Simple – ein „Dreidimensionales Gemälde“, von Oktober bis November 2001 im „Open Arts Space“, Bangkok
- Cloud Nine – Dezember 2004 bis Januar 2005 in der „100 Tonson Gallery“, Bangkok
- Charm and Chasm – August 2007, Gemeinschafts-Ausstellung von neun jungen thailändischen Künstlern in der Galerie „Tang Contemporary Art“, Bangkok